# Линн, Одра
О́дра Линн (англ. Audra Lynn; род. 31 января 1980, Альберт-Ли, Миннесота, США) — американская фотомодель и актриса

.

## Биография
Родилась 31 января 1980 года в городе Альберт-Ли, штат Миннесота, США. Детство провела на ферме родителей. Начала карьеру модели в 15 лет.
В августе 2002 года она стала «Кибер-девушкой недели Playboy». В октябре 2003 года Одра стала Playmate мужского журнала Playboy.
В марте 2005 года она появилась на обложке журнала Rolling Stone Italia. Также появлялась на обложках журналов Vogue Italia, GQ Asian Edition, GQ British Edition, People Australia, Rolling Stone USA, Amore.

## Фильмография
| Год  |    | Русское название     | Оригинальное название | Роль          |
| ---- | -- | -------------------- | --------------------- | ------------- |
| 2004 | с  | Фрейзер              | Frasier               | мечта Мартина |
| 2004 | тф | Поиск девушек Палмса | The Palms Girl Search | девушка       |
| 2005 | ф  | Ангелы Рейчел        | Rachel's Angels       | девушка       |
| 2007 | ф  | Очень эпическое кино | Epic Movie            | голая девушка |